# Sphaerocera pseudomonilis
Sphaerocera pseudomonilis is een vliegensoort uit de familie van de mestvliegen (Sphaeroceridae). De wetenschappelijke naam van de soort is voor het eerst geldig gepubliceerd in 1984 door Nishijima & Yamazaki.